# Sinna floralis
Sinna floralis är en fjärilsart som beskrevs av George Francis Hampson 1905. Sinna floralis ingår i släktet Sinna och familjen trågspinnare. Inga underarter finns listade i Catalogue of Life.